# Takaji Mori
Takaji Mori (森孝慈?, Mori Takaji; Hiroshima, 24 novembre 1943 – Meguro, 17 luglio 2011) è stato un dirigente sportivo, allenatore di calcio e calciatore giapponese, di ruolo centrocampista.

## Carriera
Ha giocato per diversi anni con la squadra del Mitsubishi Motors, l'attuale Urawa Red Diamonds. Con la nazionale ha partecipato alle Olimpiadi 1964 e a quelle del 1968 vincendo la medaglia di bronzo.
È morto il 17 luglio 2011 dopo essere stato colpito da un ictus improvviso.

## Statistiche

### Presenze e reti nei club
| Stagione | Squadra       | Campionato | Campionato | Campionato |
| Stagione | Squadra       | Comp       | Pres       | Reti       |
| -------- | ------------- | ---------- | ---------- | ---------- |
| 1967     | Mitsubishi HI | JSL        | 14         | 3          |
| 1968     | Mitsubishi HI | JSL        | 14         | 3          |
| 1969     | Mitsubishi HI | JSL        | 14         | 2          |
| 1970     | Mitsubishi HI | JSL        | 14         | 6          |
| 1971     | Mitsubishi HI | JSL        | 10         | 1          |
| 1972     | Mitsubishi HI | JSL1       | 14         | 0          |
| 1973     | Mitsubishi HI | JSL1       | 18         | 1          |
| 1974     | Mitsubishi HI | JSL1       | 18         | 8          |
| 1975     | Mitsubishi HI | JSL1       | 12         | 4          |
| 1976     | Mitsubishi HI | JSL1       | 18         | 0          |
| 1977     | Mitsubishi HI | JSL1       | 0          | 0          |
|          | Totale        |            | 146        | 28         |